# Садков, Павел Петрович
Павел Петрович Садков (род. 5 апреля 1974, Багдад, Ирак) — российский журналист, редактор и колумнист.

## Биография
Родился 5 апреля 1974 года в Багдаде, где в тот период работали его родители. В двухмесячном возрасте переехал в Москву.
В 1991 году окончил среднюю школу № 654 в Москве, в том же году поступил на филологический факультет (дневное отделение) Московского Государственного Заочного Педагогического института (МГЗПИ), который окончил в 1996 году, защитив диплом по теме «Влияние религиозных сект на психологию подростка».
После университета работал учителем русского языка и литературы в одной из московских средних школ, параллельно пробовал свои силы в журналистике. В 1997 году стал стажёром отдела спорта газеты «Комсомольская правда». Однако в результате финансового кризиса (дефолт) в сентябре 1998 года Садков в числе многих других сотрудников вынужден был покинуть «Комсомольскую правду». В течение года пробовал силы в различных изданиях — «Известия» (с сентября по октябрь 1998 года), «Советский спорт», «Труд» (с октября 1998 по май 1999 года), «Новые Известия» (с мая по июль 1999 года), активно печатался. Летом 1999 года Владимир Козин, в то время — редактор отдела спорта «Комсомольской правды», принял решение вернуть Павла Садкова в газету.
В период с августа 1999 по февраль 2007 года работал в отделе спорта.
В июне 2002 года получил повышение, став специальным корреспондентом, в 2004 занял должность заместителя редактора отдела (заведующего отделом) спорта. В качестве специального корреспондента «Комсомольской правды» Садков работал на крупнейших спортивных состязаниях десятилетия, таких как чемпионат мира по футболу (2002, 2006), чемпионат Европы по футболу 2004 года, регулярно освещал автогонки в классе «Формула-1», «Финалы четырёх» баскетбольной Евролиги.
В 2007 году начал вести в газете авторскую колонку «Московские бродилки». Это взгляд коренного москвича на проблемы города, анализ событий, происходящих в столице и т. д. «Московские бродилки» получили широкий резонанс среди читателей газеты, колонку регулярно выделяли и люди известные — в частности, знаменитый сатирик Михаил Жванецкий отмечал, что «Московские бродилки» «отвечают в „Комсомолке“ за позитивный настрой».
В том же году Садков был назначен редактором отдела телевидения «Комсомольской правды» и шеф-редактором еженедельника «Телепрограмма», который выпускается Издательским домом «Комсомольская правда».
В 2013 году был назначен главным редактором газеты «Советский спорт».
Оставался в должности до февраля 2016 года, после смены владельца газеты покинул свой пост.
По состоянию на 2017 год — заместитель главного редактора газеты «Комсомольская правда».

## Индивидуальные награды
- 2002 год — почетный диплом от Москомспорта за вклад в популяризацию спорта в Москве[5].
- 2005 год — почетный диплом от РФС (Российский Футбольный Союз) за вклад в развитие и популяризацию футбола[5].
- 2009 год — лучший журналист, пишущий о телевидении (по версии канала СТС)[5].
- 2009 год — лучший колумнист газеты «Комсомольская правда»[5].
- 2014 год — Памятная медаль «XXII Олимпийские зимние игры и XI Паралимпийские зимние игры 2014 года в г. Сочи»
- 2014 год — Благодарность Президента РФ за участие в проведении и подготовке Олимпийских игр в Сочи.